# Нецпальський потік
Нецпалський потік (словац. Necpalský potok) — річка в Словаччині; ліва притока Белянського потоку. Протікає в окрузі Мартін.
Довжина — 18.5 км. У верхній течії творить Нецпалську долину. Витікає в масиві Велика Фатра на висоті 1360 метрів.
Протікає територією сіл Бела-Дулиці; Нецпали і Жабокреки. Впадає у Белянський потік на висоті 447 метрів.